# Berlin E-Prix
Der Berlin E-Prix ist ein Automobilrennen der FIA-Formel-E-Weltmeisterschaft in Berlin, Deutschland. Es wurde erstmals 2015 ausgetragen. Der Berlin ePrix 2015 war das achte Formel-E-Rennen und das erste auf einem Flugplatzkurs.

## Geschichte
Der erste Berlin E-Prix wurde auf einer eigens dafür errichteten temporären Rennstrecke auf dem Vorfeld des ehemaligen Flughafens Berlin-Tempelhof ausgetragen. Lucas di Grassi dominierte den ersten Berlin ePrix, wurde nachträglich jedoch disqualifiziert, so dass Jérôme D’Ambrosio das Rennen gewann.
Der zweite Berlin ePrix fand auf einem Stadtkurs rund um den Strausberger Platz statt. Sébastien Buemi gewann das Rennen.
Nach Anwohnerprotesten fand das Rennen 2017 wieder auf dem Vorfeld des Flughafens Tempelhof statt, jedoch mit einer geänderten Streckenführung. Nach der Absage des Rennens in Brüssel wurden im Rahmen des Events zwei Rennen ausgetragen. Den ersten Lauf gewann Felix Rosenqvist, den zweiten erneut Buemi. 2018 fand das Rennen wieder hier statt. Gewinner wurde Daniel Abt, der sich auch die Pole-Position und die schnellste Rennrunde sicherte, also einen Hattrick erzielte.
Die Austragung im Jahr 2019 gewann Lucas di Grassi vor Buemi und Jean-Éric Vergne.
2020 wurden im Rahmen des Berlin E-Prix sogar sechs Rennen ausgetragen. Hierbei kamen drei unterschiedliche Streckenvarianten zum Einsatz, was auf der in Berlin verwendeten Freifläche auf dem ehemaligen Flughafenvorfeld im Gegensatz zu anderen Rennorten problemlos möglich war. Die FIA-Formel-E-Meisterschaft hatte nach einer mehrmonatigen Unterbrechung aufgrund der COVID-19-Pandemie entschieden, die zweite Saisonhälfte komplett in Berlin austragen zu lassen, da hier Großveranstaltungen mit maximal 1.000 Teilnehmern zugelassen waren und die international geltenden Reisebeschränkungen die Durchführung der Rennen erlaubte. Zuschauer waren jedoch nicht zugelassen.
Die ersten beiden Rennen, die auf dem Rückwärts-Layout des seit 2018 verwendeten Kurses stattfand, gewann António Félix da Costa. Die nächsten beiden Rennen fanden auf der „klassischen“ Streckenführung  gegen den Uhrzeigersinn statt, Rennsieger wurden Maximilian Günther sowie Vergne. Die letzten beiden Rennen wurden auf einem deutlich veränderten Kurs ausgetragen, diese wurden von Oliver Rowland und Stoffel Vandoorne gewonnen.
Im Jahr 2021 fand erneut das Saisonfinale in Berlin statt. Aufgrund der Erfahrungen aus dem Vorjahr kamen auch dieses Mal zwei unterschiedliche Streckenvarianten zum Einsatz: Samstag die „klassische“ Streckenführung, Sonntag das Rückwärts-Layout. Das erste Rennen gewann di Grassi, das zweite Rennen Norman Nato.

## Ergebnisse
| Auflage | Jahr    | Strecke                                          | Sieger                                                     | Zweiter                                           | Dritter                                            | Pole-Position                                       | Schnellste Runde                                    |
| ------- | ------- | ------------------------------------------------ | ---------------------------------------------------------- | ------------------------------------------------- | -------------------------------------------------- | --------------------------------------------------- | --------------------------------------------------- |
| 1       | 2014/15 | Formel-E-Rennstrecke Berlin (Tempelhof)          | Jérôme D’Ambrosio (Dragon Racing Formula E Team)           | Sébastien Buemi (Team e.dams Renault)             | Loïc Duval (Dragon Racing Formula E Team)          | Jarno Trulli (Trulli Formula E Team)                | Nelson Piquet jr. (NEXTEV TCR Formula E Team)       |
| 2       | 2015/16 | Formel-E-Rennstrecke Berlin (Strausberger Platz) | Sébastien Buemi (Renault e.dams)                           | Daniel Abt (ABT Schaeffler Audi Sport)            | Lucas di Grassi (ABT Schaeffler Audi Sport)        | Jean-Éric Vergne (DS Virgin Racing Formula E Team)  | Bruno Senna (Mahindra Racing Formula E Team)        |
| 3.1     | 2016/17 | Formel-E-Rennstrecke Berlin (Tempelhof)          | Felix Rosenqvist (Mahindra Racing Formula E Team)          | Lucas di Grassi (ABT Schaeffler Audi Sport)       | Nick Heidfeld (Mahindra Racing Formula E Team)     | Lucas di Grassi (ABT Schaeffler Audi Sport)         | Mitch Evans (Panasonic Jaguar Racing)               |
| 3.2     | 2016/17 | Formel-E-Rennstrecke Berlin (Tempelhof)          | Sébastien Buemi (Renault e.dams)                           | Felix Rosenqvist (Mahindra Racing Formula E Team) | Lucas di Grassi (ABT Schaeffler Audi Sport)        | Felix Rosenqvist (Mahindra Racing Formula E Team)   | Maro Engel (Venturi Formula E Team)                 |
| 4       | 2017/18 | Formel-E-Rennstrecke Berlin (Tempelhof)          | Daniel Abt (Audi Sport ABT Schaeffler)                     | Lucas di Grassi (Audi Sport ABT Schaeffler)       | Jean-Éric Vergne (DS Virgin Racing Formula E Team) | Daniel Abt (Audi Sport ABT Schaeffler)              | Daniel Abt (Audi Sport ABT Schaeffler)              |
| 5       | 2018/19 | Formel-E-Rennstrecke Berlin (Tempelhof)          | Lucas di Grassi (Audi Sport ABT Schaeffler)                | Sébastien Buemi (Nissan e.dams)                   | Jean-Éric Vergne (DS Techeetah)                    | Sébastien Buemi (Nissan e.dams)                     | Lucas di Grassi (Audi Sport ABT Schaeffler)         |
| 6.1     | 2019/20 | Formel-E-Rennstrecke Berlin (Tempelhof)          | António Félix da Costa (DS Techeetah)                      | André Lotterer (TAG Heuer Porsche Formula E Team) | Sam Bird (Envision Virgin Racing)                  | António Félix da Costa (DS Techeetah)               | António Félix da Costa (DS Techeetah)               |
| 6.2     | 2019/20 | Formel-E-Rennstrecke Berlin (Tempelhof)          | António Félix da Costa (DS Techeetah)                      | Sébastien Buemi (Nissan e.dams)                   | Lucas di Grassi (Audi Sport ABT Schaeffler)        | António Félix da Costa (DS Techeetah)               | Stoffel Vandoorne (Mercedes-Benz EQ Formula E Team) |
| 6.3     | 2019/20 | Formel-E-Rennstrecke Berlin (Tempelhof)          | Maximilian Günther (BMW i Andretti Motorsport)             | Robin Frijns (Envision Virgin Racing)             | Jean-Éric Vergne (DS Techeetah)                    | Jean-Éric Vergne (DS Techeetah)                     | Mitch Evans (Panasonic Jaguar Racing)               |
| 6.4     | 2019/20 | Formel-E-Rennstrecke Berlin (Tempelhof)          | Jean-Éric Vergne (DS Techeetah)                            | António Félix da Costa (DS Techeetah)             | Sébastien Buemi (Nissan e.dams)                    | Jean-Éric Vergne (DS Techeetah)                     | António Félix da Costa (DS Techeetah)               |
| 6.5     | 2019/20 | Formel-E-Rennstrecke Berlin (Tempelhof)          | Oliver Rowland (Nissan e.dams)                             | Robin Frijns (Envision Virgin Racing)             | René Rast (Audi Sport ABT Schaeffler)              | Oliver Rowland (Nissan e.dams)                      | Lucas di Grassi (Audi Sport ABT Schaeffler)         |
| 6.6     | 2019/20 | Formel-E-Rennstrecke Berlin (Tempelhof)          | Stoffel Vandoorne (Mercedes-Benz EQ Formula E Team)        | Nyck de Vries (Mercedes-Benz EQ Formula E Team)   | Sébastien Buemi (Nissan e.dams)                    | Stoffel Vandoorne (Mercedes-Benz EQ Formula E Team) | Nico Müller (Geox Dragon)                           |
| 7.1     | 2020/21 | Formel-E-Rennstrecke Berlin (Tempelhof)          | Lucas di Grassi (Audi Sport ABT Schaeffler Formula E Team) | Edoardo Mortara (ROKiT Venturi Racing)            | Mitch Evans (Jaguar Racing)                        | Jean-Éric Vergne (DS Techeetah)                     | René Rast (Audi Sport ABT Schaeffler)               |
| 7.2     | 2020/21 | Formel-E-Rennstrecke Berlin (Tempelhof)          | Norman Nato (ROKiT Venturi Racing)                         | Oliver Rowland (Nissan e.dams)                    | Stoffel Vandoorne (Mercedes-EQ Formula E Team)     | Stoffel Vandoorne (Mercedes-EQ Formula E Team)      | Lucas di Grassi (Audi Sport ABT Schaeffler)         |
| 8.1     | 2021/22 | Formel-E-Rennstrecke Berlin (Tempelhof)          | Edoardo Mortara (ROKiT Venturi Racing)                     | Jean-Éric Vergne (DS Techeetah)                   | Stoffel Vandoorne (Mercedes-EQ Formula E Team)     | Edoardo Mortara (ROKiT Venturi Racing)              | Lucas di Grassi (ROKiT Venturi Racing)              |
| 8.2     | 2021/22 | Formel-E-Rennstrecke Berlin (Tempelhof)          | Nyck de Vries (Mercedes-EQ Formula E Team)                 | Edoardo Mortara (ROKiT Venturi Racing)            | Stoffel Vandoorne (Mercedes-EQ Formula E Team)     | Edoardo Mortara (ROKiT Venturi Racing)              | Nick Cassidy (Envision Racing)                      |
| 9.1     | 2022/23 | Formel-E-Rennstrecke Berlin (Tempelhof)          | Mitch Evans (Jaguar TCS Racing)                            | Sam Bird (Jaguar TCS Racing)                      | Maximilian Günther (Maserati MSG Racing)           | Sébastien Buemi (Envision Racing)                   | Jake Dennis (Avalanche Andretti Formula E)          |
| 9.2     | 2022/23 | Formel-E-Rennstrecke Berlin (Tempelhof)          | Nick Cassidy (Envision Racing)                             | Jake Dennis (Avalanche Andretti Formula E)        | Jean-Éric Vergne (DS Penske)                       | Robin Frijns ABT Cupra Formula E Team               | Sébastien Buemi (Envision Racing)                   |